# Programación Entera Mixta
La Programación Entera Mixta (PEM) es un método de optimización matemática que busca solucionar problemas específicos de programación lineal en los cuales algunas de las variables de decisión están restringidas a ser valores enteros, mientras que otras pueden ser no enteras o continuas. Este enfoque combina elementos tanto de la programación entera como de la programación lineal, permitiendo abordar una gama más amplia de problemas prácticos.

Solución de un problema de agrupamiento creado con GLPK. (Problema solucionado con programación entera mixta)

En un problema de Programación Entera Mixta, el objetivo suele ser maximizar o minimizar una función objetivo lineal sujeta a un conjunto de restricciones lineales. Estas restricciones pueden incluir igualdades y desigualdades que limitan los valores que pueden tomar las variables de decisión. Lo que distingue a la PEM de otros métodos de optimización es su capacidad para manejar simultáneamente variables continuas y discretas, lo que la hace particularmente útil en situaciones donde algunas decisiones son de naturaleza binaria o deben cumplir con requisitos específicos de cuantificación.
La aplicación de la Programación Entera Mixta abarca diversos campos, incluyendo la planificación de recursos, la logística, la asignación de horarios, el diseño de redes y la optimización de procesos industriales, entre otros. Su versatilidad y capacidad para modelar problemas complejos con componentes tanto discretos como continuos la convierten en una herramienta valiosa para investigadores y profesionales en operaciones y otras disciplinas.
Resolver problemas de PEM puede ser computacionalmente intensivo, especialmente a medida que aumenta el tamaño y la complejidad del problema. Sin embargo, el desarrollo de algoritmos más eficientes y el avance en la capacidad de cómputo han facilitado su aplicación en una variedad de contextos prácticos, permitiendo encontrar soluciones óptimas o cercanas al óptimo en tiempos razonables.